# Selaginella selaginoides
Selaginella selaginoides (L.) Beauv. ex Mart. & Schrank es un licófito del género Selaginella caracterizado por poseer tallos aplanados dorsoventralmente, de unos tres a quince centímetros, que portan cuatro filas micrófilas lanceoladas, dentadas y sin nervadura. Por lo general posee estróbilos  individuales, sésiles y terminales, con esporófilos similares a las hojas aunque mayores. Desarrolla megasporangios en las zonas basales de los estróbilos heterosóreos portadores de megasporas y microsporangios en las zonas apicales porteadores de microsporas, la dotación cromosómica diploide es de 18. La megaespora es lanzada desde el esporófito para colonizar nuevos ambientes en una adaptación única presente en esta especie; una vez en el suelo esta megaspora germinará formando un gametofito femenino haploide con arquegonios portadores de un solo óvulo. Las microsporas por su parte son diseminadas por el viento para germinar en el suelo formando el gametofito masculino haploide formador de anteridios. Los espermacios son propagados a través de la capa de agua superficial y atraídos por sustancias secretadas desde el gametofito femenino para llevar a cabo la fertilización. Tras ésta se forma un cigoto diploide que formará más tarde el esporófito.
El epíteto selaginoides significa, parecido al Selago, antiguo nombre este para varias plantas licopodiáceas.
Esta especie ocupa característicamente turberas y zonas umbrías y húmedas de las zonas árticas y montañosas del área templada europea (Islandia, Groenlandia, Pirineos, Cáucaso y Apeninos), norteamericana (Nevada, Wisconsin, Míchigan y Maine) y asiática (Japón), entre los 1.000 y 2.500 metros sobre el nivel del mar prefiriendo suelos neutros o ligeramente alcalinos. Sus requerimientos respecto a la humedad del suelo hace a esta especie tremendamente vulnerable a sequías y aumentos de temperatura en su ecosistema.

## Sinonimia
- Bernhardia spinosa Gray.
- Lycopodium bryophyllum C.Presl
- Lycopodium ciliatum Lam.
- Lycopodioides selaginoides Kuntze
- Lycopodina spinulosa (A.Br.) Bubani
- Lycopodium selaginoides L.
- Selaginella ciliata Opiz
- Selaginella spinosa P.Beauv.